# 薛伾
薛伾（8世纪—813年），唐朝官员，胜州刺史薛涣之子。
薛伾开始是为郭子仪麾下部属，立有战功，名列诸将之间。唐德宗建中四年（783年），跟随左仆射李揆使吐蕃。当时朱泚作乱，吐蕃请助唐讨贼，薛伾驰骑向导，抵达武功县，擢升为左威卫将军。贞元十八年（802年），官至右龙武大将军，再次出使吐蕃。他曾经四次出使绝域。唐宪宗元和年间，官至左金吾卫大将军、检校工部尚书、兼将作监。元和八年（813年），授鄜坊观察使。在官任上去世，赠潞州大都督。

## 延伸阅读
[在维基数据编辑]
 《舊唐書·卷146》，出自刘昫《舊唐書》